# 로스 하겐
로스 하겐(Ross Hagen, 1938년 5월 21일 ~ 2011년 5월 7일)은 미국의 각본가, 영화 프로듀서, 텔레비전 배우, 영화배우, 영화 감독이다.
브렌트우드 (로스앤젤레스)에서 사망하였다. 사인은 암이다.

## 영화
- 샤도우하트 (2009년) - 미셔너리 역
- 레이 오브 선샤인 (2006년)
- 사이드쇼 (2000년)
- 에스코트 3 (1999년)
- 정글 보이 (1998년)
- 나이트 드림 2 (1998년)
- 오버 더 와이어 (1996년)
- 나이트 쉐도우 (1996년)
- 4만 달러의 정사 (1996년)
- 비밀요원 맥코믹 (1996년)
- 60피트 센터폴드의 습격 (1995년)
- 비키니 드라이브인 (1995년)
- 미드나잇 티즈 2 - 언더커버 댄서 (1995년) - 존 도넬리 역
- 하드 바운티 (1995년)
- 사이버존 (1995년)
- 애욕의 네트워크 (1995년)
- 다이너소어 아일랜드 (1994년)
- 블러드 게임 (1990년)
- 에이리어네이터 (1989년)
- 팬텀 엠파이어 (1989년)
- 다이아몬드 작전 (1989년)
- 감옥선 (1988년)
- 워로드 (1988년)
- 코만도 스쿼드 (1987년)
- 암드 레스폰즈 (1986년)
- 엔젤 2 (1985년)
- 대혈투 (1971년)
- 8인의 마피아 (1969년)
- 스피드웨이 (1968년)
- 인베이더 - 시리즈 (1967년)
- FBI (1965년)
- 딜론 보안관 (1955년)